# Sobór Nowomęczenników Eparchii Mińskiej
Sobór Nowomęczenników Eparchii Mińskiej – grupa świętych nowomęczenników kanonizowanych w czasie soboru Białoruskiego Egzarchatu Patriarchatu Moskiewskiego i czczonych lokalnie na terenie egzarchatu. Obejmuje 23 duchownych Rosyjskiego Kościoła Prawosławnego, którzy padli ofiarą represji w ZSRR, którym zostali poddani za pracę duszpasterską na terytorium eparchii mińskiej.
W skład Soboru wchodzą następujący święci:
- ks. Włodzimierz Chirasko
- ks. Bazyli Izmajłow
- ks. Piotr Grudziński
- ks. Walerian Nowicki
- ks. Jan Wieczerko
- ks. Włodzimierz Chriszczanowicz
- ks. Sergiusz Rodakowski
- ks. Włodzimierz Talusz
- ks. Michał Nowicki
- ks. Porfiriusz Rubanowicz
- ks. Michał Płyszewski
- ks. Dymitr Pawski
- ks. Jan Woroniec
- ks. Leonid Birjukowicz
- ks. Aleksander Szałaj
- ks. Mikołaj Mackiewicz
- ks. Jan Pankratowicz
- diakon Mikołaj Wasiukiewicz
- ks. Włodzimierz Zubkowicz
- ks. Dymitr Płyszewski
- ks. Włodzimierz Pasternacki
- ks. archimandryta Serafin (Szachmuć)
- ks. Mateusz Krycuk